# Nueva Hrihorivka
Nueva Hrihorivka  (ucraniano: Нова Григорівкa) es una localidad del Raión de Berezivka en el Óblast de Odesa de Ucrania. Según el censo de 2001, tiene una población de 130 habitantes.